# Szívátültetés

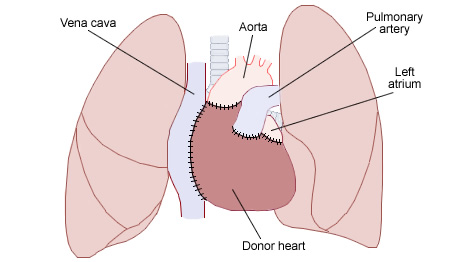
Az ábra az orthotóp eljárás során beültetett szív elhelyezkedését mutatja a mellkasban. Megfigyelhetjük, hogy a beteg bal pitvara és a nagyerek a helyükön maradtak

A szívátültetés egy sebészi szervátültető eljárás, amit végső stádiumú szívelégtelenségben vagy súlyos koronaérbetegségben szenvedő betegeken hajtanak végre.
Általában egy működő szervet vesznek ki egy nemrég elhunyt humán szervdonorból (allograft), majd azt beültetik a betegbe.
A beteg saját szívét vagy eltávolítják (ortotóp eljárás) vagy – ritkábban – bennhagyják hogy segítse az új szív munkáját, (heterotóp eljárás).
Arra is lehetőség van, hogy egy másik faj szívét (xenograft), vagy egy mesterséges szívet ültessennek be emberbe, de ezek kimenetele általában kevésbé sikeres, mint a – sokkal gyakrabban végzett – allograftoké.

## Története
Az első ilyen műtétet Christiaan Barnard végezte a fokvárosi Groote Schuur kórházban 1967 decemberében. A műtét alanya, Louis Washkansky a dél-afrikai Fokvárosból 18 napot élt a műtét után, halálát tüdőgyulladás okozta. A donor Denise Darvall volt, aki nem sokkal előtte autóbalesetet szenvedett.

## Indikációk
A szívátültetés olyan betegeknél jöhet szóba, akik előrehaladott, visszafordíthatatlan szívelégtelenségben szenvednek, és emiatt korlátozott a várható élettartamuk. Műtéti javaslat előtt meg kell próbálkozni gyógyszeres és más terápiákkal is.
Általában a következő betegségek esetén végzik a transzplantációt.
- Kardiomiopáthia
- Veleszületett szívfejlődési rendellenesség
- Koronaér betegség
- Szívbillentyű betegség
- Életveszélyes szívritmuszavar

## Ellenjavallatok
Néhány beteg nem alkalmas a szívátültetés végrehajtására, főként azok, akik más, szívtől független keringési betegségekben is szenvednek.
Az alábbi állapotok növelik a komplikációk kialakulásának veszélyét:
- vese-, tüdő- vagy májbetegség
- inzulinfüggő cukorbetegség szervi rendellenességekkel
- életveszélyes betegségek, amik nem köthetők a szívelégtelenséghez.
- érbetegség a nyakban és az artériákban

## Prognózis
Az utóbbi 20 évben a szívátültetett betegek kilátásai ortotóp eljárás során nagy mértékben javultak, és 2006. augusztus 11-én a következők voltak (AHA adatok):
- 1 év: 86,1% (férfi), 83,9% (nő)
- 3 év: 78,3% (férfi), 74,9% (nő)
- 5 év: 71,2% (férfi), 66,9% (nő)

2009. augusztus 10-én bekövetkezett halálakor Tony Huesman volt az átültetett szívvel legtöbb ideig élő ember: 30 évet, 11 hónapot és 10 napot élt új szívvel.
A műtétet a Stanford Egyetemen végezte Dr. Norman Shumway, aki folytatta az szívátültetéseket Amerikában azután is, hogy mások abbahagyták a nem kielégítő eredmények miatt.